# Fons (Ardèche)
Fons település Franciaországban, Ardèche megyében. Lakosainak száma 317 fő (2022. január 1.). Fons Ailhon, Lachapelle-sous-Aubenas és Saint-Sernin községekkel határos.

## Népesség
A település népességének változása:
| Lakosok száma | 128  | 133  | 212  | 279  | 316  | 326  | 329  | 333  | 328  | 317  |
|               | 1968 | 1982 | 1990 | 2006 | 2013 | 2015 | 2017 | 2019 | 2020 | 2022 |